# Comuna Verhiv, Ostroh
Verhiv (în ucraineană Верхів) este o comună în raionul Ostroh, regiunea Rivne, Ucraina, formată din satele Lebedi, Șleah și Verhiv (reședința).

## Demografie
Componența lingvistică a comunei Verhiv
     Ucraineană (99,35%)
     Alte limbi (0,65%)
Conform recensământului din 2001, majoritatea populației comunei Verhiv era vorbitoare de ucraineană (99,35%), existând în minoritate și vorbitori de alte limbi.